# 塞席爾裸頰鯛
塞席爾裸頰鯛，又稱塞席爾龍占，為輻鰭魚綱鱸形目鱸亞目龍占魚科的其中一種，分布於西印度洋的塞席爾群島海域，棲息深度可達50公尺，體長可達55公分，棲息在海草床、珊瑚礁及鄰近沙底質海域，屬肉食性，以甲殼類、棘皮動物、魚類等為食，可作為食用魚。

## 擴展閱讀
維基物種上的相關：塞席爾裸頰鯛